# Guillaume d'Aché
Pour les articles homonymes, voir Aché.
Guillaume d'Aché, comte de Serquigny, né vers 1647 et mort le 7 décembre 1713, est un officier de marine et aristocrate français des XVIIe et XVIIIe siècles. Il termine sa carrière au grade de chef d'escadre des armées navales (1707).

## Biographie

### Origine et famille
Guillaume d'Aché descend de la famille d'Aché, une famille de la noblesse normande dont l'origine remonte au XVe siècle. Il est le fils de Charles d'Arché, comte de Serquigny et de sa femme Renée de Péricard (v. 1625-1705). Il est le neveu de Tourville (sa mère est la fille d'Esther de Tourville, la tante du vice-amiral), à qui il devra une partie de sa carrière. La famille d'Aché a donné au royaume de France quatre officiers généraux, dont Anne Antoine d'Aché (1701-1780), Vice-amiral du Levant.

### Carrière dans la Marine royale
Il entre dans la Marine royale en tant que volontaire le 22 mars 1671 à l'âge de 24 ans ; il devient enseigne de vaisseau le 28 mars 1672, avant d'être promu au grade de lieutenant de vaisseau le 8 décembre 1675, puis à celui de capitaine de vaisseau le 6 janvier 1682.
Une dépêche ministérielle datée du 22 décembre 1694 lui donne le commandement de l'escadre de trois vaisseaux du roi, le Zélande, le Faucon, le Medemblick et  le Florissant, tous de 50 canons commandés respectivement par le comte de Serquigny, M. Demons, M. de Grosbois, M. Demons et M. Le Mayer, envoyée dans les mers de l'Inde.
Partie de la rade de Groix le 31 mars 1695, l'escadre du comte de Serquigny jette l'ancre à Saint-Denis sur l'isle Bourbon le 2 juillet 1696. De la flotte partie pour l'Inde manquent Le Ponchartrain et Le Lonray. L'objectif de cette escadre était de ramasser tout ce qu'elle pourrait de prises hollandaises et anglaises ; d'aller d'abord au Bengale, d'y échanger ses marchandises et de passer par Surate au retour.
Serquigny trouve Bourbon dans un grand désordre : en effet, le directoire de Saint-Paul administre l'île illégalement depuis le courant de 1690 après la mise à l'écart du gouverneur nommé par le roi. En outre, une bande de flibustiers s'est installée dans l'île et est en train de construire une frégate. Elle est brûlée sur le chantier, et ayant pris connaissance de la situation, Guillaume d'Aché organise des battues pour arrêter les fuyards responsables présumés de la mort du gouverneur, déposé 5 ans plus tôt, Henri Habert de Vauboulon. Après deux mois d'enquête, les conspirateurs sont capturés et envoyés en France sur le Florissant pour être jugés. Parmi eux, Michel Firelin.
Fait chevalier de Saint-Louis en 1701, le comte est promu chef d'escadre le 27 décembre 1707 puis nommé commandant de la Marine à Brest en 1712. Il meurt l'année suivante à l'âge d'environ 66 ans, dont 42 ans de service dans la marine du roi.

## Mariage et descendance
Il épouse en premières noces Renée Le Mercier, puis, en secondes noces Marguerite de Keroudault.

### Sources et bibliographie
- Michel Vergé-Franceschi, Les officiers généraux de la marine royale : 1715-1774, Librairie de l'Inde, 1990, p. 21